# Dre (productor)
Andre Christopher Lyon, conocido como Dre, es un cantante, rapero, compositor, actor y parte del dúo Cool & Dre. Nació en Nueva York y está creando un álbum cuyo nombre es "The Trunk". En 2006 Dre se unió a Jive Records y su primer sencillo es "Chevy Ridin' High" con convictoro y rapero Rick Ross. Anteriormente cantó en "100 Million Dollars" el sencillo de Birdman del álbum 5tunna stars y en el sencillo de Fat Joe "Ain't Sayin Nothin". Su más reciente trabajo es con Lil Wayne en su sencillo "Hot Revolver".

## Colaboraciones
- 2007: "Lights Get Low" (Freeway con Dre and Rick Ross)
- 2007: "100 Million" (Birdman con Rick Ross, Dre, Young Jeezy, Lil Wayne & DJ Khaled)
- 2008: "Ain't Sayin' Nothin'" (Fat Joe con Dre & Plies)
- 2009: "Hot Revolver" (Lil Wayne con Dre)